# Thỏ cộc Mỹ
Thỏ cộc Mỹ hay còn gọi là thỏ cộc (danh pháp khoa học: Ochotona princeps) là một loài động vật có vú trong họ Ochotonidae, bộ Thỏ, phân bố ở phía Tây Bắc Mỹ, chúng được Richardson mô tả năm 1828 Chúng phân bố chủ yếu ở tây bắc Hoa Kỳ và tây Canada.

## Đặc điểm

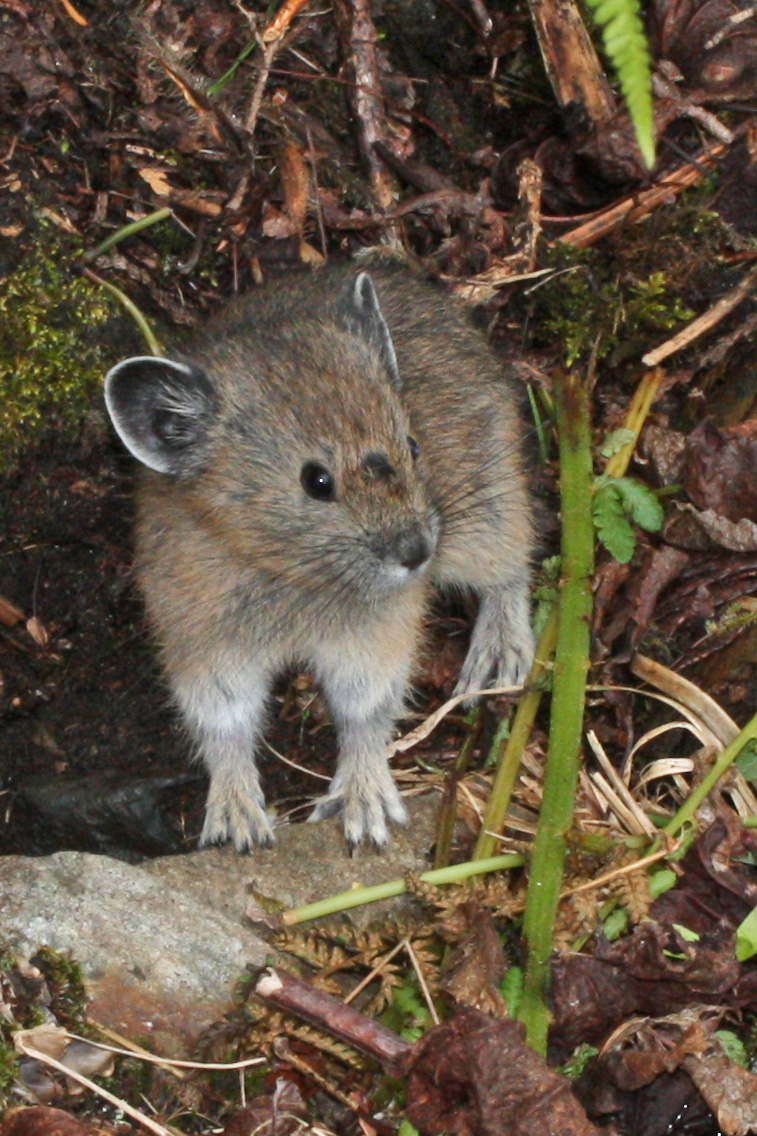
Con thỏ cộc này đang ở độ cao 603 m tại Rừng Quốc gia Đỉnh Baker-Snoqualmie.

### Mô tả
Bề ngoài trông thỏ cộc Mỹ giống như con thỏ thông thường, nhưng khi nhìn kỹ sẽ thấy thỏ cộc có hai lỗ tai tròn và ngắn. Chân sau không dài hơn chân trước, khác với những giống thỏ thông thường. Mũi chúng to. Đuôi ngắn đến mức chỉ vừa đủ để chúng ta thấy là chúng có đuôi. Thân mình tròn tròn như hình quả trứng, dài khoảng 21 cm, cân nặng khoảng 180 gram. Bộ lông có màu hơi nâu hay hơi đỏ, mềm, dài và dày. Con đực và con cái trông rất giống nhau. Tuổi thọ trung bình của loại thỏ núi cao này là khoảng 6 năm. 

### Tập tính
Thỏ cộc sống thành từng đàn lớn, xa lánh con người. Chúng sống ở những khu vực núi cao, thường ở độ cao từ 2.500-4.000 m. Thỏ cộc hay ẩn náu trong những đống đá để tránh thời tiết khắc nghiệt và tránh thú dữ. Vì ít xuất hiện, nên loại thỏ cộc này cũng không được nhiều người biết đến. Có một khoảng thời gian trong năm, mỗi con thỏ cộc chiếm cho mình một khu vực nhỏ, dù là khi đang sống chung gần nhau. Khu vực của con đực thường gần kề khu vực con cái.
Trong thiên nhiên, thỏ cộc là con mồi của đại bàng, diều hâu, gấu, sói. Nhưng kẻ thù nguy hiểm nhất của thỏ cộc là chồn Ermine là kẻ săn mồi điêu luyện này có thể đuổi theo thỏ cộc vào tận trong những kẽ đá. Thỏ cộc có hai loại tiếng kêu. Tiếng kêu ngắn báo động khi có kẻ thù hay để đe dọa những kẻ xâm nhập khu vực của mình. Loại thứ hai nghe như bài hát, được con đực dùng trong mùa sinh sản, nhưng suốt mùa thu cả con đực lẫn con cái đều cùng kêu lên.
Loại thỏ độc đáo này hoạt động chủ yếu vào ban ngày, chúng dành nhiều thời gian để sưởi nắng. Hầu hết thời gian trong ngày việc của chúng là ăn, phơi cỏ, theo dõi kẻ thù và bảo vệ khu vực của mình. Thỏ cộc thường xuất hiện vào sáng sớm và chui biến vào trong tổ có lót cỏ, nằm ẩn trong những kẽ đá ngay sau khi mặt trời lặn. Chúng vẫn hoạt động suốt mùa đông trong thời tiết có tuyết rơi chứ không hề ngủ đông. 

## Tập tính ăn
Thỏ cộc chủ yếu ăn cỏ. Người ta thấy chúng hay ngậm thân cây cỏ trong miệng. Thỏ cộc khá thông minh, vào mùa hè và mùa thu, chúng biết tìm nơi khô ráo để phơi cho cỏ khô. Những đống cỏ được gom lại để phơi ngoài trời hay dưới những tảng đá. Khi cỏ đã khô rồi, chúng sẽ mang cỏ vào hang. Đến cuối hè, chúng tập trung những đống cỏ khô nhỏ, bảo quản kỹ để dành cho mùa đông. Vào mùa đông giá lạnh, nếu hết thức ăn dự trữ, chúng sẽ ăn cả rêu, địa y và nhiều loại thực vật nhỏ khác mọc bám trong hang. 

## Sinh sản
Thỏ cộc đẻ 2 lần mỗi năm, chúng giao hợp vào thời gian khoảng một tháng trước khi tuyết tan, mùa giao phối thường kéo dài từ cuối tháng tư đến đầu tháng bảy. Con cái sinh từ 2-4 con non vào mùa xuân. Con non cai sữa lúc 3-4 tuần tuổi và rời xa mẹ khi được 4 tuần tuổi. Sau đó, con cái giao hợp lần hai và cho ra lứa con thứ hai trong năm. Con non đạt đến độ lớn tối đa trong vòng ba tháng, nhưng chỉ có thể bắt đầu sinh sản khi được 2 năm tuổi. 